# Phaenocarpa brevicauda
Phaenocarpa brevicauda är en stekelart som först beskrevs av Léon Abel Provancher 1886.  Phaenocarpa brevicauda ingår i släktet Phaenocarpa och familjen bracksteklar. Inga underarter finns listade i Catalogue of Life.